# 1972年夏季奥林匹克运动会圣马力诺代表团
1972年夏季奥林匹克运动会圣马力诺代表团是圣马力诺派出的1972年夏季奥林匹克运动会代表团。